# متحف مكة المكرمة للآثار والتراث
متحف مكة (متحف قصر الزاهر)، أحد متاحف منطقة مكة المكرمة بدأ العمل في تشييد هذا قصر متحف مكة عام 1365 هـ 1946 بأمر من الملك عبد العزيز، واستغرق بناء القصر سبع سنوات حيث فرغ العمل منه عام 1372 هـ 1952، واستخدم مدة من الزمن قصراً للضيافة ثم منح عام 1378 هـ لوزارة المعارف آنذاك التي حولته ليكون مقرا لمدرسة الزاهر المتوسطة، وأعادت توظيف غرفه وصالاته إلى فصول دراسية، واستمر استخدامه حتى عام 1398 هـ، ثم سلم المبنى لوكالة الآثار والمتاحف حيث تولت الوكالة ترميمه ترميماً شاملاً وإعادته إلى الحالة المعمارية التي كان عليها.

## مساحته
تبلغ مساحة القصر 3425 متر مربع موزعة على ساحة امامية بمساحة 1200 مترمربع والمبنى الرئيسي للقصر بمساحة 1000 متر مربع، وملحق خلفي بمساحة 425 متر مربع وباقي المساحات تشغلها طرقات وممرات حول القصر، وقد قامت الوكالة بتوظيف القصر متحفا للاثار والتراث بمكة المكرمة خدمة لتراث المملكة العربية السعودية وتاريخها وحضارتها بعامة ومكة المكرمة على درجة الخصوص.

## قاعاته
- الدور الارضي، يتكون من صالة كبيرة يتوسطها نافورة من الرخام الملون يعلوها قبه القصر المحموله على أربعة وعشرين عمودا دائريا أثنى عشر عمودا بالدور الارضي ومثلهم بالدور العلوي.

- اما القاعات التي تطل على هذه الصالة فقد وزعت على النحو التالي: القاعات بالجانب الأيمن لعرض معالم آثار المملكة وآثار مكة في ما قبل التاريخ ثم مكتب مدير المتحف وموظفيه وعرض بواسطة الصالة التاريخ الجيولوجي والطبيعي لمكة المكرمة.
- اما القاعات بالجانب الأيسر فقد خصصت لاستراحة الزوار وآثار مكة في ما قبل الإسلام والمكتبة ثم الممر الذي يصل إلى المطبخ الذي جهز ليكون مقرا للإدارة النسوية للمتحف.
- الدور العلوي، في الجانب الأيمن توجد قاعات السيرة النبوية وتطور الكتابة والعملات والحج.

- اما القاعات على اليسار فقد خصصت لعمارة المسجد الحرام والدولة السعودية بمراحلها الثلاث والتعليم والتراث المكي وعرض في الوسط روائع الفن الإسلامي، أما السطح فيوجد به الملحق الذي جهز ليكون قاعة محاضرات.

## وصلات خارجية
- مكة».. مقتنيات ثمينة وشواهد من قبل الإسلام.
- متحف مكة للآثار والتراث بحي الزاهر هو إحدى المحطات التاريخية لزيارة متفوقي ومتميزي (ثانوية المعرفة).